# Бадиа Фьорентина
Бадиа Фьорентина (итал. Badìa Fiorentina — Флорентийское аббатство) — монастырь и церковь, основанные в X веке, в настоящее время являющиеся домом для монашеских общин Иерусалима (Fraternità di Gerusalemme), расположенные на Виа дель Проконсоло напротив Барджелло в центре Флоренции, Тоскана, Италия.
«Бадиа» (итал. badìa) — популярное в Тоскане сокращение слова «аббатство» (abbazia). Во Флоренции и её окрестностях насчитывалось пять аббатств, расположенных по сторонам света: на севере — Бадиа Фьезолана, на западе — Бадиа-а-Сеттимо, на юге — аббатство Сан-Миниато, на востоке — Бадиа-а-Риполи и в центре — Бадиа Фьорентина.
Предположительно, в доме, расположенном через улицу, напротив общины Бадиа Фьорентина жил Данте Алигьери. Теперь этот дом называется «Домом Данте» (Casa di Dante). В 1910 году он был приспособлен под музей.

## История

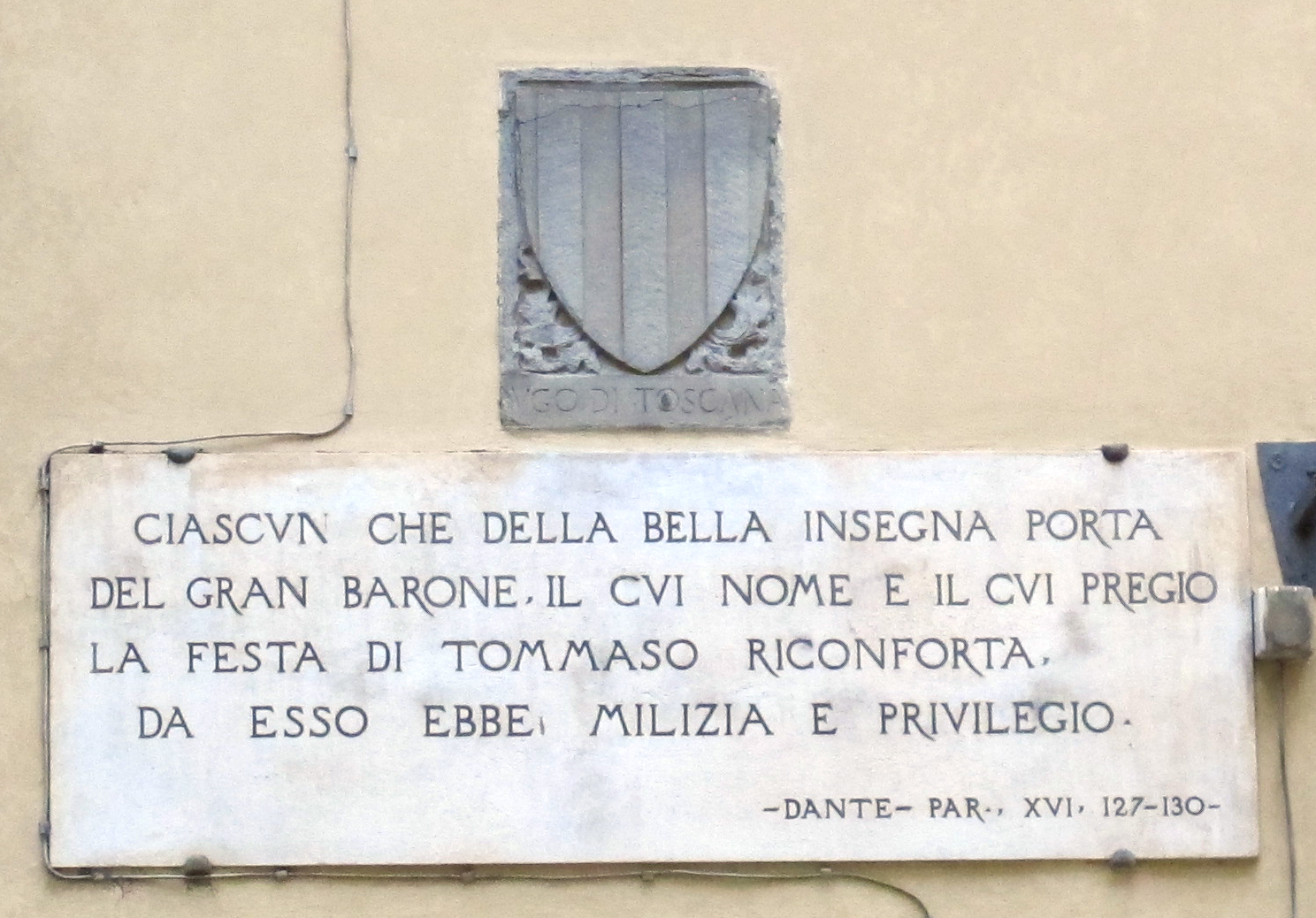
Благодарственная надпись Уго Тосканскому по строкам «Божественной комедии» Данте («Рай», XVI. 127—130)

Ранее на месте аббатства находилась древняя церковь Святого Стефана. Аббатство было основано в 978 году как монастырь бенедиктинского ордена Виллой, графиней Тосканской, в память о её покойном муже Юбере, и было одним из главных зданий и центром духовной жизни средневековой Флоренции. Уго Тосканский, сын графини, ставший маркграфом Тосканы, с большой щедростью увеличил пожертвования своей матери, и память о нём увековечена в церкви пышным надгробием и благодарственной надписью на фасаде церкви — строками из «Божественной комедии» Данте («Рай», XVI. 127—130). В 1071 году при аббатстве был создан Оспедале (больничный приют). Церковный колокол отмечал основные часы церковных служб и рабочего дня. Между 1310 и 1330 годами старая романская церковь была перестроена в готическом стиле известным итальянским архитектором и скульптором Арнольфо ди Камбио.
Церковь претерпела изменения в стиле барокко между 1627 и 1631 годами. Высокая шатровая колокольня, видная со всех сторон города, построенная между 1310 и 1330 годами, выполнена в романском стиле в основании и в готическом стиле на верхних этажах. Её строительством руководил известный историк Джованни Виллани, назначенный в 1328 году приором Флоренции. Колокольня имеет около 70 метров в высоту, и наверху древний флюгер с ангелом, который виден в таких древних изображениях, как Кодекс Рустичи, и который, благодаря своему вращению, послужил поводом для поговорки «быть непостоянным, как Ангел Бадии» (итал. Еssere volubile come l'Angelo della Badia).
Легенда гласит, что именно в этой церкви Данте впервые увидел Беатриче. Данте ежедневно слышал, как монахи поют мессу латинским григорианским распевом, а колокол точнее других отбивает время, как он описал это в своей «Божественной комедии»:
Флоренция, меж древних стен, бессменно
Ей подающих время терц и нон,
Жила спокойно, скромно и смиренно («Рай», XV. 97-99).
В 1373 году в капелле Санто-Стефано, рядом с северным входом в церковь Бадиа Джованни Боккаччо прочитал свои знаменитые лекции о «Божественной комедии» Данте.
В наше время Бадиа является домом для собрания монахов и монахинь «Fraternità di Gerusalemme». Местные жители и туристы утверждают, что посещение вечерни или мессы в церкви является одним из самых красивых событий во Флоренции.

## Произведения искусства
Монастырская церковь хранит многие ценнейшие произведения искусства. Среди них алтарные картины: «Явление Девы Марии святому Бернарду» (1482—1486) работы Филиппино Липпи (первоначально заказанное Пьеро дель Пульезе для его капеллы в Кьеза-ди-Санта-Мария-дель-Санто-Сеполькро или делле Кампора), надгробные монументы Бернардо Джуньи (Bernardo Giugni, 1396—1456) и маркграфа Уго Тосканского (умер в 1001 г.), увенчанное его статуей, созданные Мино да Фьезоле (последний завершён около 1466 г.). Росписи апсиды выполнены Джованни Доменико Ферретти в 1734 году.
Главный неф перекрыт резным деревянным потолком, созданным Феличе Гамбераи (Felice Gamberai, до 1631 года), скрывающим готические фермы. В пресбитерии с хором шестнадцатого века Франческо и Марко дель Тассо есть замечательные фрески Джан Доменико Ферретти (1734) и квадратуриста Пьетро Андерлини.
В монастырском «дворике апельсиновых деревьев» (Chiostro degli Aranci) сохранились фрагменты фресок (ок. 1435—1439), повествующих о жизни святого Бенедикта. Многие приписывают фрески португальскому художнику Джованни Консальво (Жоао Гонсалвешу), мало известному последователю Фра Беато Анджелико. Скорее всего, это работа Дзаноби ди Бенедетто Строцци (1412—1468) под руководством самого Анджелико. Дворик, вероятно, был построен под руководством Антонио ди Доменико делла Парте и Джованни д’Антонио да Майано, с помощью Бернардо Росселлино. В церкви также сохранились фрески, приписываемые Мазо ди Банко, Нардо ди Чоне и другим мастерам итальянского проторенессанса флорентийской школы круга Джотто ди Бондоне.
Ранее в главном алтаре церкви находился Полиптих Бадиа работы Джотто ди Бондоне с изображением Мадонны с Младенцем и четырёх святых, сделанный наподобие «иконного ряда» (ок. 1300 г.). Долгое время он был утерян, затем находился в церкви Санта-Кроче. Ныне хранится в галерее Уффици, Флоренция.
В церкви находится мраморный доссаль (запрестольный рельеф) с образами Мадонны с Младенцем, Святого Лаврентия и Святого Леонардо работы Мино да Фьезоле, а также другие скульптуры, рельефы и монументальные надгробия.

## Галерея

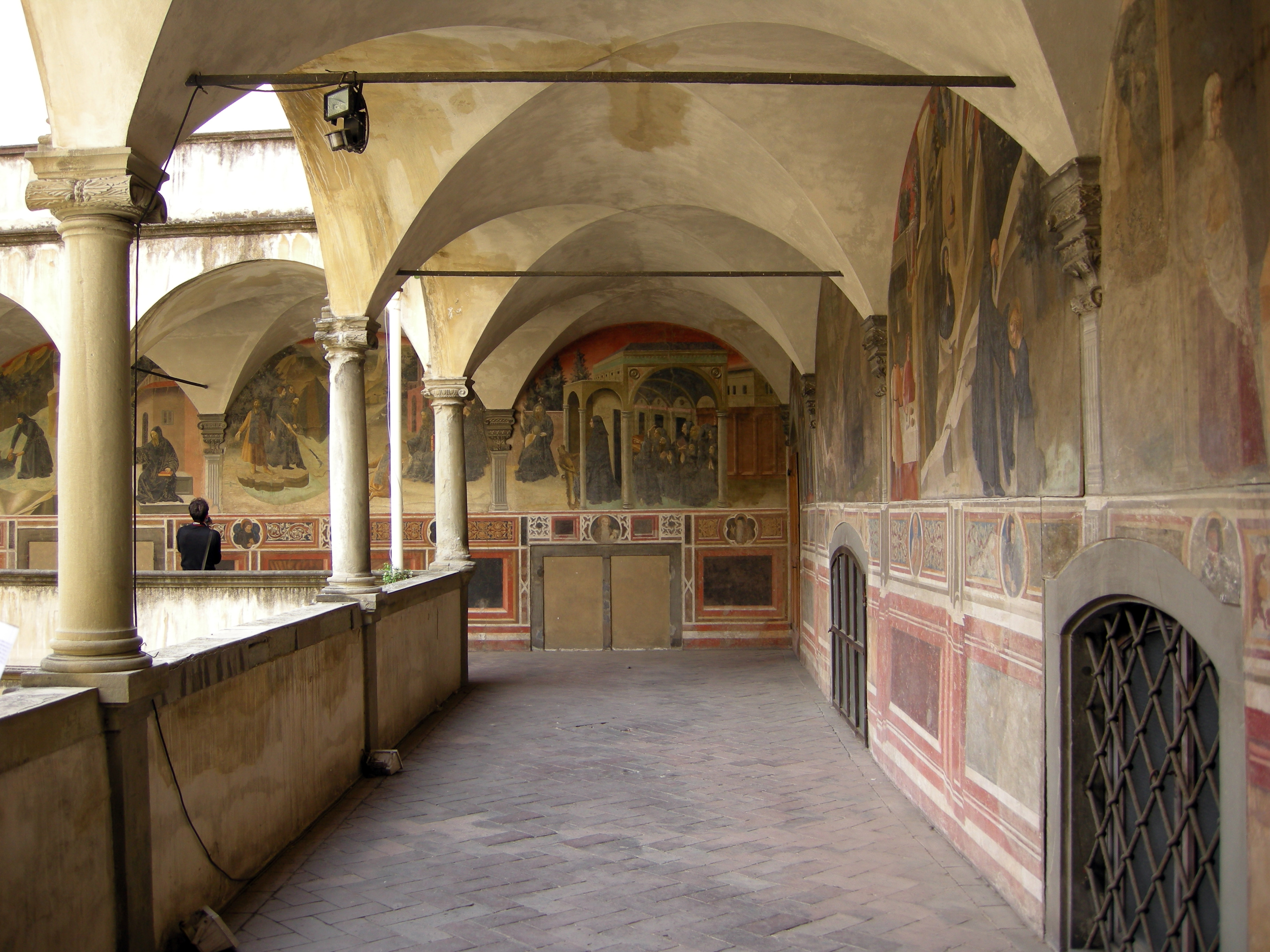
Галерея Кьостро дельи Оранчи с фресками XIV-XV веков
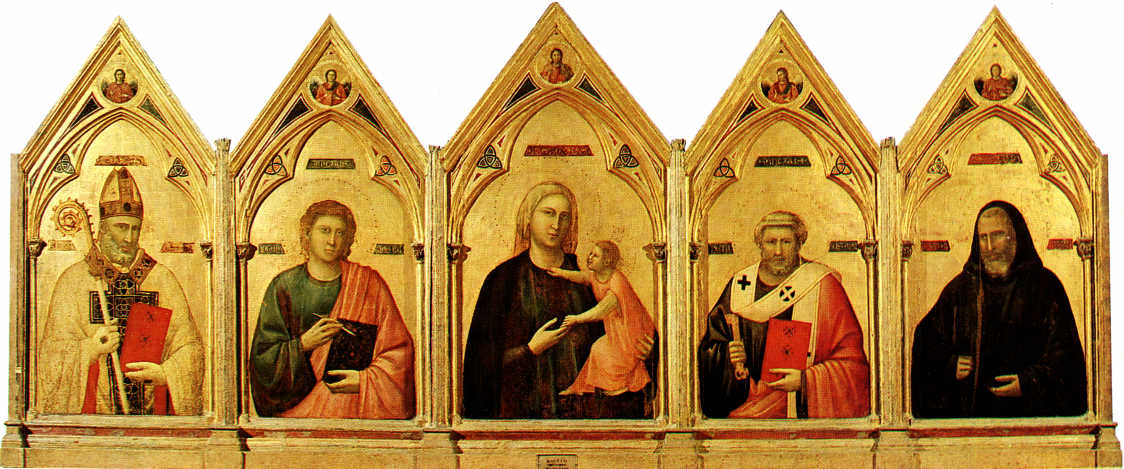
Джотто ди Бондоне. Полиптих Бадиа. Ок. 1300 г. Дерево, темпера. Уффици, Флоренция
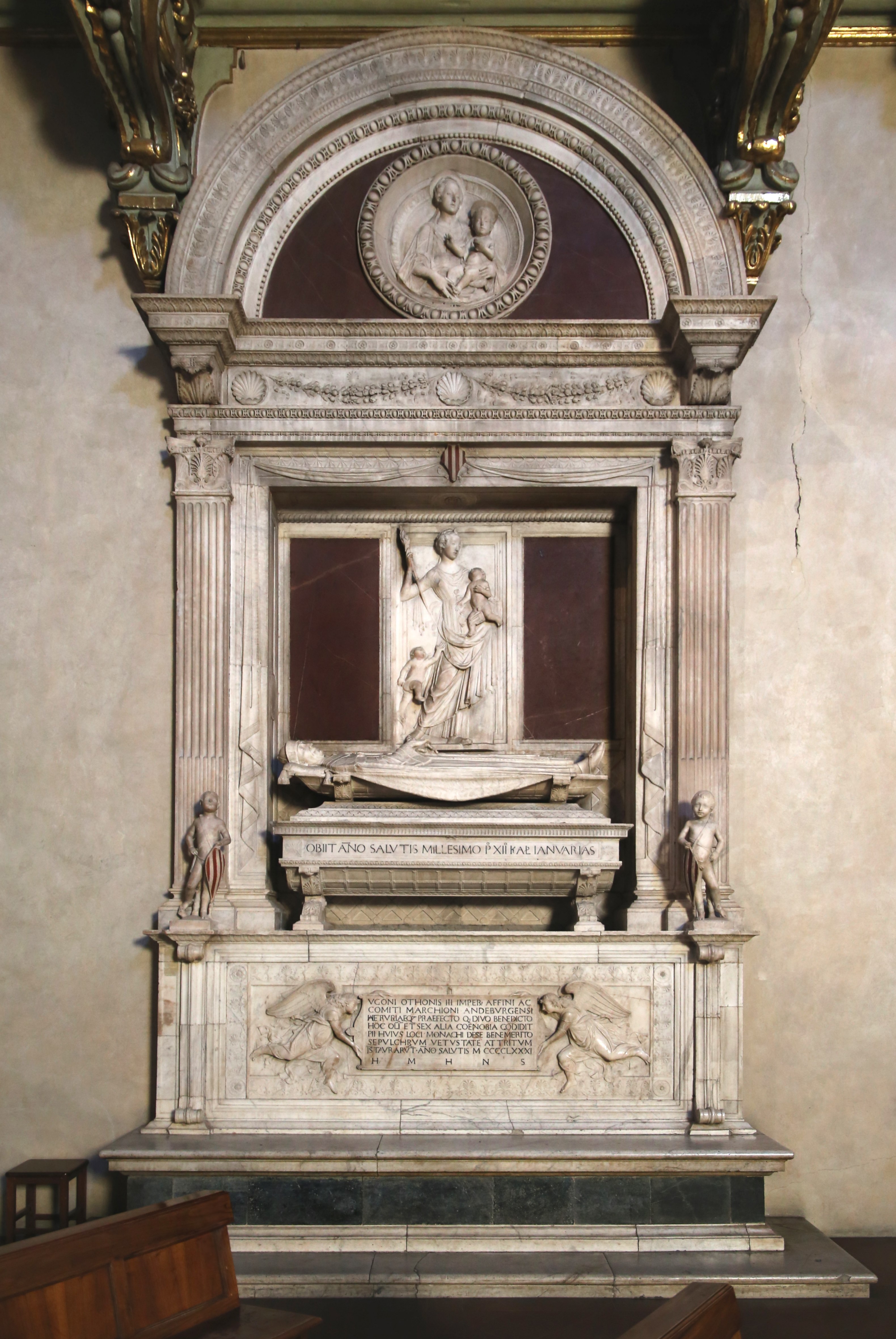
Мино да Фьезоле. Монумент маркграфу Уго Тосканскому. 1466
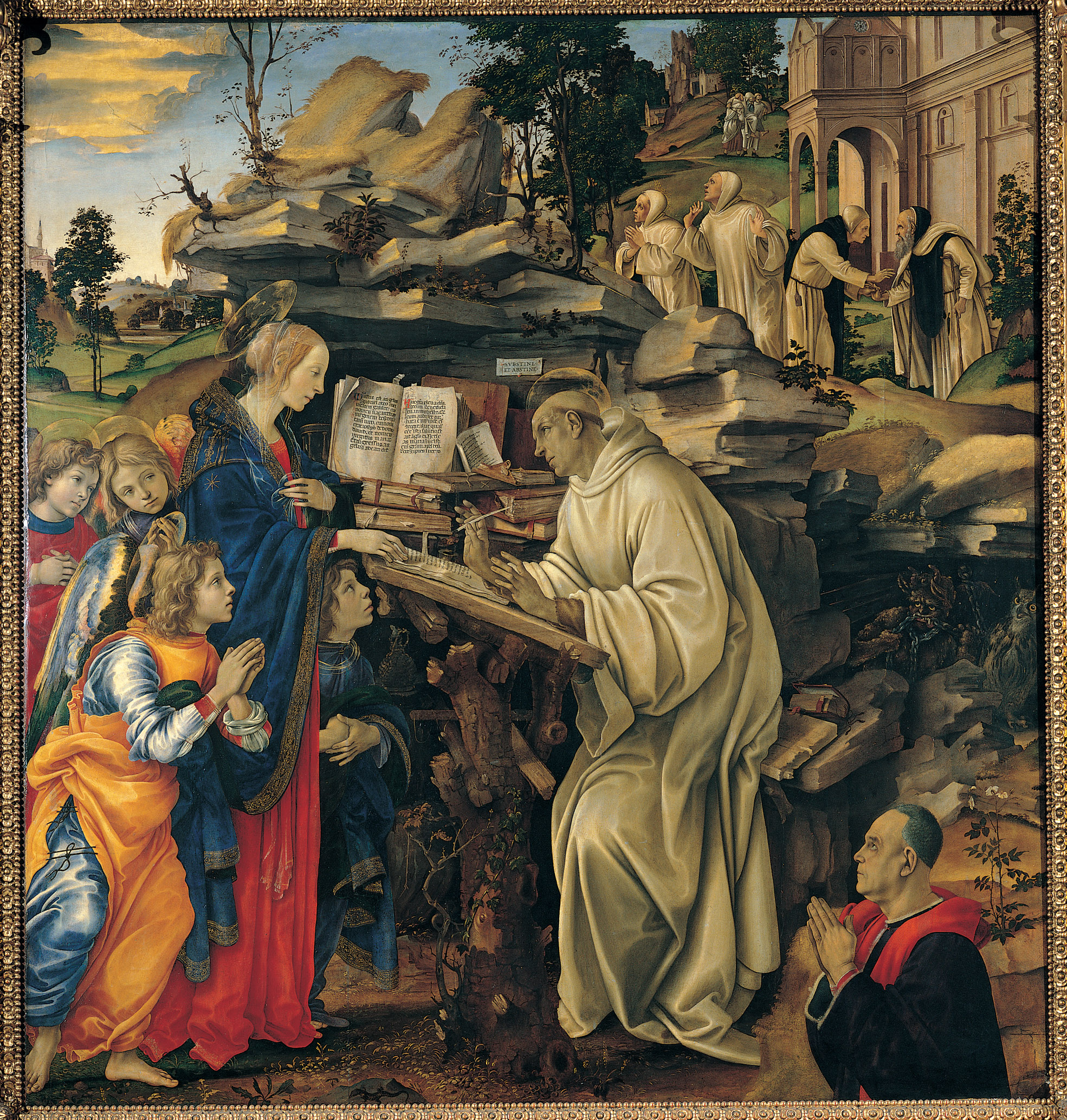
Филиппино Липпи. Явление Девы Марии святому Бернарду. 1486. Дерево, масло
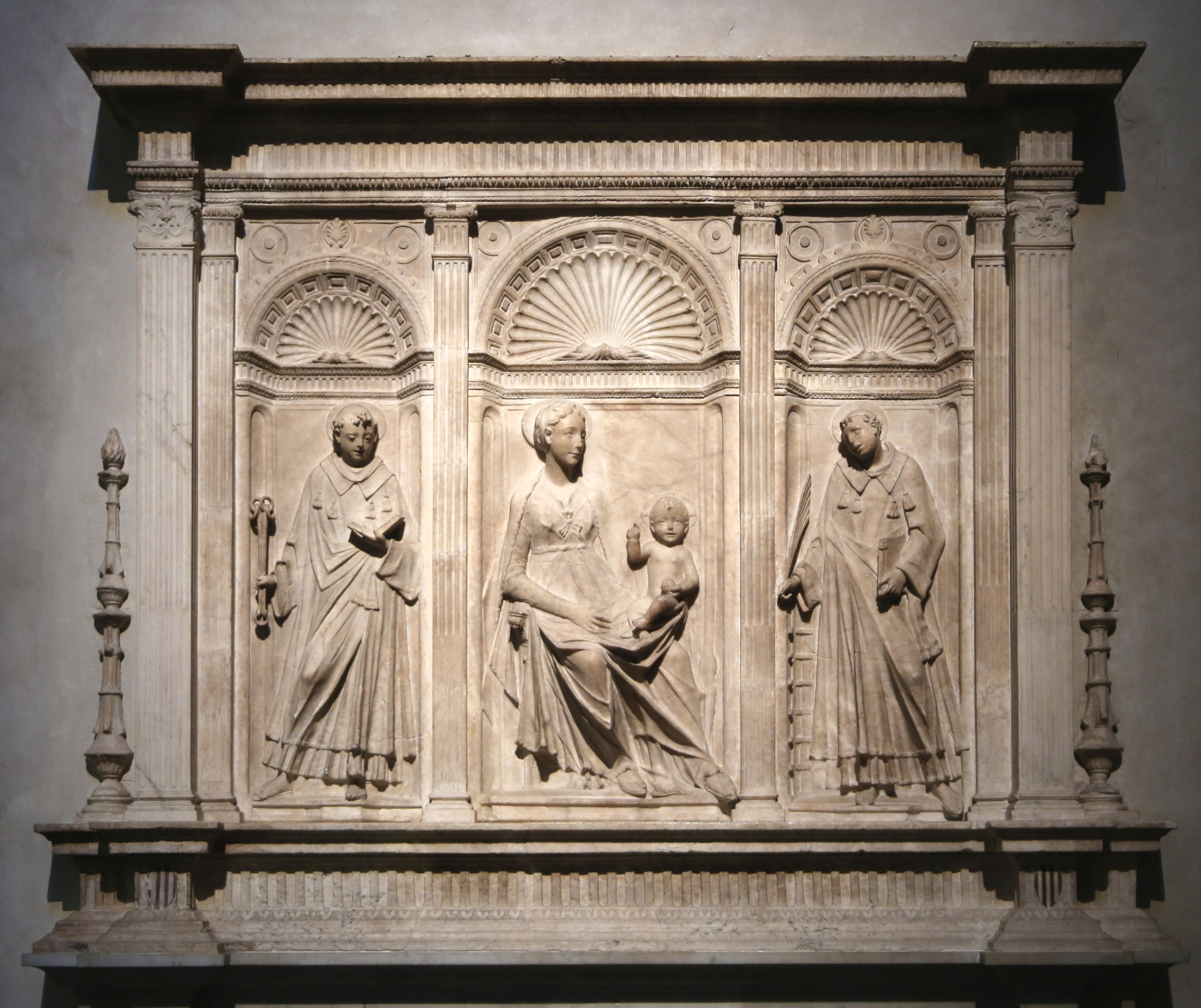
Мино да Фьезоле. Мадонна с Младенцем, Святым Лаврентием и Святым Леонардо. Доссаль. Мрамор
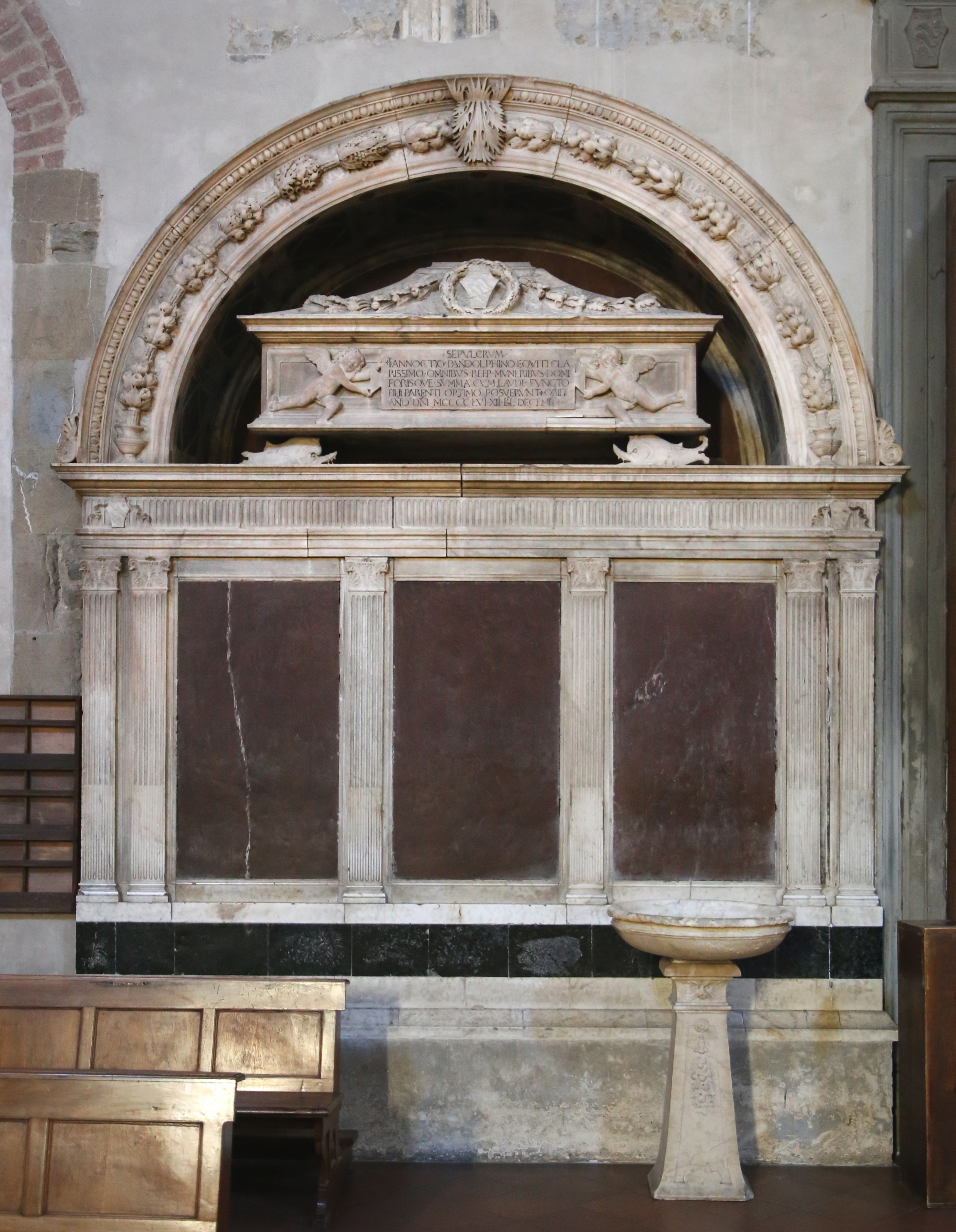
Монумент Джаноццо Пандольфини. Мастерская Б. Росселлино
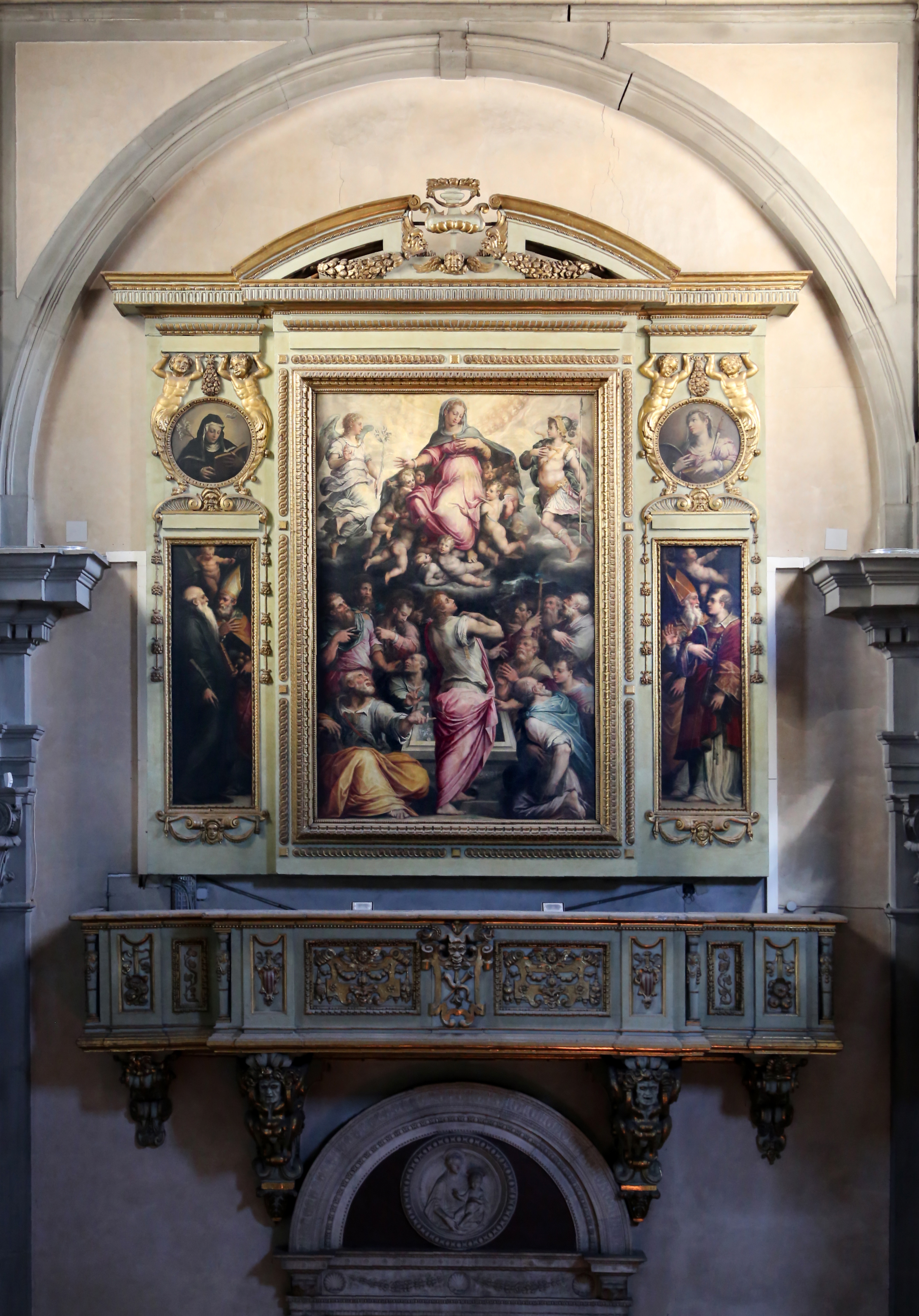
Дж. Вазари. Вознесение Мадонны (Ассунта) и святые
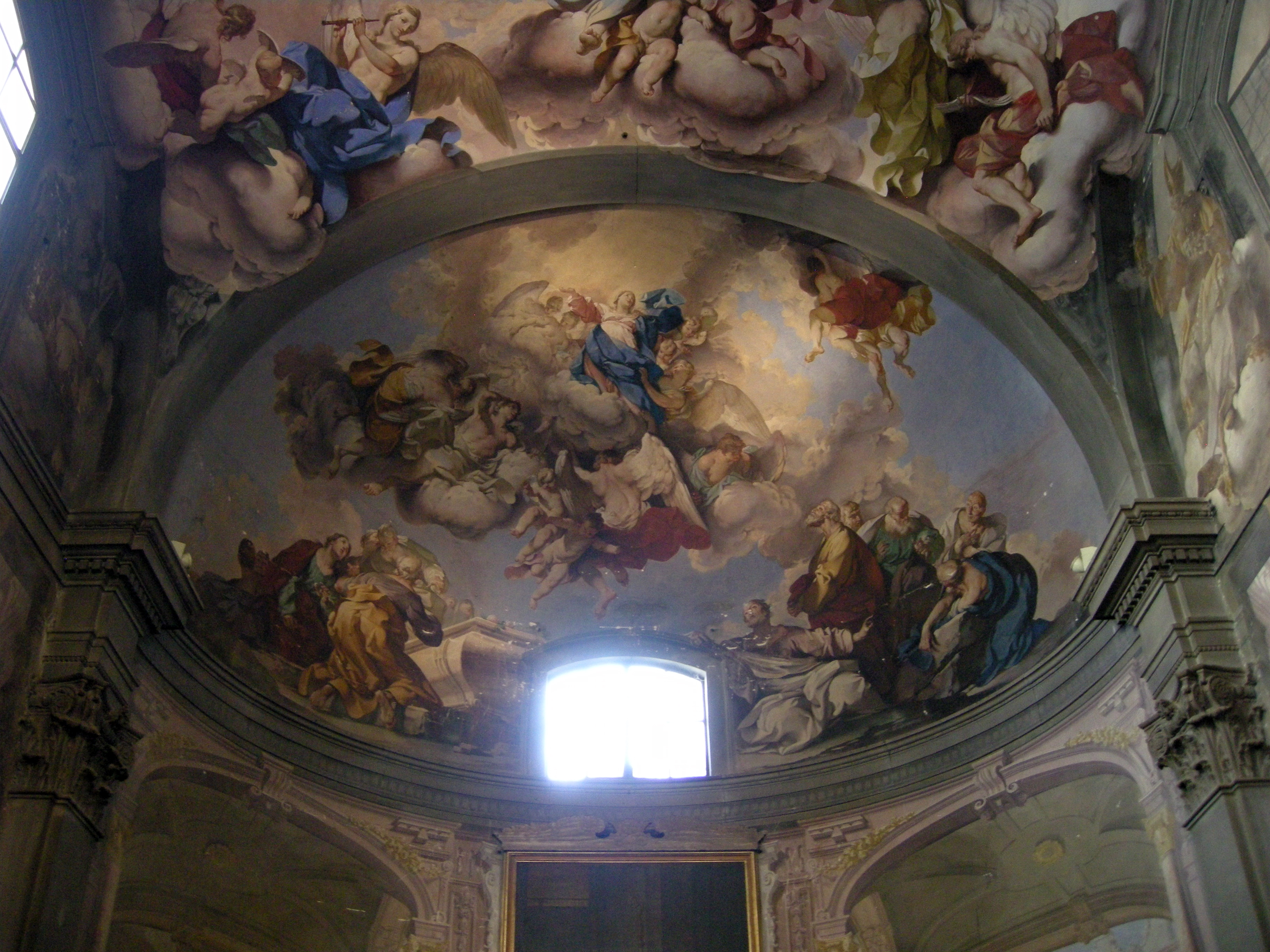
Дж. Д. Ферретти. Ассунта. 1733—1734. Роспись конхи